# Caenorhabditis briggsae
Caenorhabditis briggsae is een vrijlevende (dat wil zeggen niet-parasitaire), ongeveer 1 mm lange  rondworm uit de familie Rhabditidae en de orde Rhabditida en de klasse Chromadorea. De soort is nauw verwant aan Caenorhabditis elegans. De verschillen tussen de twee soorten zijn klein. De mannelijke staart van Caenorhabditis briggsae heeft een iets andere vorm dan die van Caenorhabditis elegans. Andere verschillen zijn onder andere de plaats van de uitscheidingsopening en veranderingen in de vulva precursor competentie.  De vulva van een tweeslachtig vrouwtje ontwikkelt zich tijdens post-embryonale (larvale) ontwikkeling uit ventrale epidermale voorlopers en verbindt de zich ontwikkelende baarmoeder met de externe omgeving. Caenorhabditis briggsae is veelvuldig gebruikt voor het bestuderen van de verschillen met Caenorhabditis elegans, speciaal voor wat betreft het DNA en de proteïne sequentie. Verscheidene mutanten van Caenorhabditis briggsae zijn geïsoleerd voor de genetische analyse van de rondworm. Het uit zes chromosomen bestaande genoom van Caenorhabditis briggsae is in 2003 in kaart gebracht en is ongeveer 100 Mbp groot met 20.000 genen.
Caenorhabditis briggsae heeft androdioecie als voortplantingmethode, wat bij dieren zeer zeldzaam is. Hierbij komen zowel tweeslachtigen als mannetjes tegelijk voor in de verhouding 99:1 % tweeslachtig:manlijk. De tweeslachtigen geven echter bij de voortplanting de voorkeur aan de mannetjes in plaats van aan zelfbevruchting te doen. Ook geeft het paren met mannetjes meer nageslacht, doordat er dan meer eieren gelegd worden. Slechte omstandigheden overleeft de soort als dauerlarve.

## Voorkomen
Caenorhabditis briggsae komt vaak voor in compost, groentebedden, vochtige paddenstoelen of rottend fruit dat rijk is aan micro-organismen en verschillende voedingsstoffen. De rondworm kan een temperatuur van boven de 29 °C verdragen. De belangrijkste habitat van het organisme wordt vaak beschouwd als de gematigde gebieden. De rondworm komt vaak samen voor met Caenorhabditis elegans en Caenorhabditis remanei.

## Hybride onderzoek
Hoewel Caenorhabditis nigoni geheel uit vrouwtjes en mannetjes bestaat, terwijl Caenorhabditis briggsae hoofdzakelijk tweeslachtig is, zijn er veel overeenkomsten. Het genoom van Caenorhabditis nigoni is iets groter 129 Mbp met 29.167 proteïne coderende genen dan dat van Caenorhabditis briggsae met 108 Mbp en 22.313 proteïne coderende genen. Deze twee soorten geven bij kruising levensvatbare mannelijke en vrouwelijke hybriden met fertiele vrouwtjes en steriele mannetjes.
Niettemin zijn hybriden tussen deze twee soorten rondwormen onderworpen aan de wet van Haldane: heterogametische nakomelingen (mannen) zijn veel minder levensvatbaar dan vrouwen. Een gedetailleerde kaart van hybride incompatibiliteitsplaatsen op het Caenorhabditis briggsae genoom werd in 2015 gemaakt Hybride mannelijke onvruchtbaarheid komt voornamelijk tijdens de embryonale ontwikkeling tot uiting en is het meest uitgesproken bij een lagere groeitemperatuur. Bovendien zijn de in leven blijvende C. nigoni x C. briggsae hybride mannetjes steriel. Deze steriliteit wordt ten minste gedeeltelijk veroorzaakt door de aanwezigheid van een van twee de X-chromosomale subsequenties van C. briggsae , die beide zijn geassocieerd met abnormale transcriptionele downregulatie van C. nigoni autosomale genen die coderen voor spermatogene functies; deze downregulatie kan te wijten zijn aan abnormale upregulatie in hybriden van een subset van 22G RNA's die specifiek gericht zijn op de downregulerende spermatogenenische genen.
Yin et al. (2018) hebben een derde generatie genoomsamenstelling van C. nigoni gemaakt, die ze gebruikten om te bepalen welke genen tussen de twee soorten verschillen en om de functionele effecten van deze verschillen te karakteriseren. Ze melden dat het grootste deel van het verschil in het aantal genen tussen C. nigoni en C. briggsae is te wijten aan het verloren gaan van genen bij de laatst genoemde soort. Deze verloren gegane genen coderen in C. nigoni onevenredig veel korte eiwitten met onevenredig hoge niveaus van mannelijke bevoordeelde RNA-sequentie-expressie en dat deze verloren gegane genen drie Male Secreted Short (mss) genen omvatten, die coderen voor oppervlakte-glycoproteïnen van het sperma en die alleen aanwezig zijn in kruisbevruchtende soorten. Door het transgene herstel van mss-1 en mss-2 van C. nigoni in C. briggsae zijn C. briggsae-mannetjes veel effectiever bij de reproductieve competitie (zowel met andere mannetjes als met tweeslachtige zelfbevruchtende vrouwtjes).
De verschillen in genoomgroottes zijn niet te wijten aan bulkveranderingen in repetitief DNA, omdat beide genomen sterk vergelijkbare fracties van repetitieve elementen hebben (C. nigoni 27% versus C. briggsae 25%). Er is echter een groter aandeel satelliet-DNA's in C. nigoni dan in C. briggsae, samen met meer soortspecifieke families van satelliet-DNA in C. nigoni.
In parallel werk met behulp van een onafhankelijk geproduceerde derde generatie genoomsamenstelling van C. nigoni analyseerde Ren et al. (2018) de genomen van de chromosomen van C. nigoni in vergelijking met C. briggsae. Ze rapporteren dat de twee genomen brede chromosomale syntenie hebben, maar ook veel intra- en interchromosomale sequentie-herschikkingen hebben. Deze herschikkingen zullen waarschijnlijk meiotische recombinatie tussen chromosomen van de twee soorten belemmeren en kunnen ook de oorzaak zijn van gedeeltelijke niet levensvatbare en onvruchtbare soorthybriden.